# Наредник (филм)
„Наредник” је српски кратки ТВ филм из 2012. године. Режирао га је Никола Љуца који је написао и сценарио.

## Улоге
| Глумац            | Улога |
| ----------------- | ----- |
| Јасмина Аврамовић |       |
| Милан Марић       |       |
| Милош Тимотијевић |       |